# Mariano Pasini
Mariano Pasini (n. Buenos Aires, Argentina, 19 de octubre de 1979) es un exfutbolista argentino. Jugó de Mediocampista y su último club fue Laferrere. Es hijo de Salvador Pasini, ambos ascendieron a Primera División con Tigre. Luego de su retiro profesional se convirtió en ayudante de campo de su padre, actualmente en Sportivo Italiano.

## Trayectoria
Surgió de las divisiones inferiores de Vélez Sársfield. Debutó en ese club en 1997 donde jugó 1 año. Después pasó a All Boys hasta 1999. Luego pasó por varios clubes extranjeros como Lobos BUAP de México, Santiago Wanderers de Chile y Racing Montevideo de Uruguay. Luego de dos años volvió a Argentina y jugó para Estudiantes (BA), All Boys y Atlanta. En 2004 realizó su última experiencia internacional y única en Europa, más precisamente en Fortuna Düsseldorf de Alemania. Al volver jugó en Tigre y se retiró en Deportivo Laferrere. En 2012 inició sus primeros pasos como ayudante de campo de su padre, Salvador Pasini.

## Clubes
| Club                | País      | Año       |
| ------------------- | --------- | --------- |
| Vélez Sársfield     | Argentina | 1997      |
| All Boys            | Argentina | 1997-1999 |
| Santiago Wanderers  | Chile     | 2000      |
| Lobos BUAP          | México    | 2000      |
| Racing Montevideo   | Uruguay   | 2001      |
| Estudiantes (BA)    | Argentina | 2001-2002 |
| All Boys            | Argentina | 2002-2003 |
| Atlanta             | Argentina | 2003-2004 |
| Fortuna Düsseldorf  | Alemania  | 2004-2005 |
| Temperley           | Argentina | 2005-2006 |
| Tigre               | Argentina | 2006-2010 |
| Deportivo Laferrere | Argentina | 2010-2011 |